# Dutch International
Die Dutch International sind ein offenes internationales Badmintonturnier in den Niederlanden. Sie werden seit dem Jahr 2000 in Wateringen ausgetragen und finden jährlich statt. Ihr traditioneller Austragungstermin ist der März oder der April eines jeden Jahres. Die Titelkämpfe gehörten 2000 bis 2005 dem BE Circuit an. 2006 wurde das Preisgeld auf 10.000 US-Dollar erhöht und gleichzeitig der Circuit verlassen. Die Erhöhung des Preisgeldes führte ebenso eine Änderung des Namens auf Holland Open mit sich. Zwei Jahre später kehrte das Turnier jedoch in den europäischen Circuit zurück und wird auch wieder als Dutch International bezeichnet. Das Turnier ist nicht zu verwechseln mit den Dutch Open, welche noch ein höheres Preisgeld ausschütten.

## Sieger
| Saison    | Herreneinzel             | Dameneinzel               | Herrendoppel                             | Damendoppel                               | Mixed                                 |
| --------- | ------------------------ | ------------------------- | ---------------------------------------- | ----------------------------------------- | ------------------------------------- |
| 2000      | Vladislav Druzchenko     | Lonneke Janssen           | Mihail Popov Svetoslav Stoyanov          | Satomi Igawa Hiroko Nagamine              | Mathias Boe Karina Sørensen           |
| 2001      | Przemysław Wacha         | Yao Jie                   | Mathias Boe Thomas Hovgaard              | Nicole van Hooren Erica van den Heuvel    | Chris Bruil Lotte Jonathans           |
| 2002      | Björn Joppien            | Brenda Beenhakker         | John Gordon Daniel Shirley               | Carina Mette Juliane Schenk               | Peter Jeffrey Suzanne Rayappan        |
| 2003      | Arif Rasidi              | Kamila Augustyn           | Rasmus Andersen Carsten Mogensen         | Majken Vange Helle Nielsen                | Peter Steffensen Helle Nielsen        |
| 2004      | Björn Joppien            | Petra Overzier            | Jean-Michel Lefort Svetoslav Stoyanov    | Petya Nedelcheva Nely Boteva              | Svetoslav Stoyanov Victoria Wright    |
| 2005      | Björn Joppien            | Petya Nedelcheva          | Ingo Kindervater Kristof Hopp            | Nicole Grether Juliane Schenk             | Fredrik Bergström Johanna Persson     |
| 2006      | Björn Joppien            | Petra Overzier            | Ingo Kindervater Kristof Hopp            | Juliane Schenk Nicole Grether             | Kristof Hopp Birgit Overzier          |
| 2007      | Wu Yunyong               | Kati Tolmoff              | Kristian Roebuck Andrew Bowman           | Paulien van Dooremalen Rachel van Cutsen  | Robin Middleton Liza Parker           |
| 2008      | Hans-Kristian Vittinghus | Larisa Griga              | Kristof Hopp Ingo Kindervater            | Kamila Augustyn Nadieżda Kostiuczyk       | Rasmus Bonde Helle Nielsen            |
| 2009      | Dicky Palyama            | Juliane Schenk            | Mads Conrad-Petersen Mads Pieler Kolding | Line Damkjær Kruse Mie Schjøtt-Kristensen | Johannes Schöttler Birgit Overzier    |
| 2010      | Rune Ulsing              | Karina Jørgensen          | Mads Conrad-Petersen Mads Pieler Kolding | Samantha Barning Eefje Muskens            | Anders Skaarup Rasmussen Anne Skelbæk |
| 2011      | Hans-Kristian Vittinghus | Susan Egelstaff           | Baptiste Carême Sylvain Grosjean         | Valeria Sorokina Nina Vislova             | Aleksandr Nikolaenko Valeria Sorokina |
| 2012      | Andre Kurniawan Tedjono  | Yao Jie                   | Nelson Heg Wei Keat Teo Ee Yi            | Lotte Bruil Paulien van Dooremalen        | Robert Mateusiak Nadieżda Zięba       |
| 2013      | Viktor Axelsen           | Beatriz Corrales          | Łukasz Moreń Wojciech Szkudlarczyk       | Rie Eto Yu Wakita                         | Michael Fuchs Birgit Michels          |
| 2014      | Rasmus Fladberg          | Soraya de Visch Eijbergen | Kasper Antonsen Mikkel Delbo Larsen      | Samantha Barning Iris Tabeling            | Niclas Nøhr Sara Thygesen             |
| 2015      | Anders Antonsen          | Lianne Tan                | Kasper Antonsen Oliver Babic             | Gayle Mahulette Cheryl Seinen             | Kasper Antonsen Amanda Madsen         |
| 2016      | Pablo Abián              | Yvonne Li                 | Alexander Bond Joel Eipe                 | Chloe Birch Sophie Brown                  | Alexander Bond Ditte Søby Hansen      |
| 2017      | Anand Pawar              | Irina Amalie Andersen     | Oliver Leydon-Davis Lasse Mølhede        | Cisita Joity Jansen Birgit Overzier       | Anton Kaisti Jenny Nyström            |
| 2018      | Cheam June Wei           | Julie Dawall Jakobsen     | Arun George Sanyam Shukla                | Chang Ya-lan Cheng Wen-hsing              | Delphine Delrue Thom Gicquel          |
| 2019      | Harsheel Dani            | Line Christophersen       | Daniel Lundgaard Mathias Thyrri          | Amalie Magelund Freja Ravn                | Mathias Thyrri Elisa Melgaard         |
| 2020 2021 | nicht ausgetragen        | nicht ausgetragen         | nicht ausgetragen                        | nicht ausgetragen                         | nicht ausgetragen                     |
| 2022      | Magnus Johannesen        | Myisha Mohd Khairul       | Rasmus Kjær Frederik Søgaard             | Ng Tsz Yau Tsang Hiu Yan                  | Lee Chun Hei Ng Tsz Yau               |
| 2023      | Julien Carraggi          | Huang Yu-hsun             | Kazuhiro Ichikawa Daiki Umayahara        | Hsu Yin-hui Lee Chih-chen                 | Kenneth Choo Gronya Somerville        |
| 2024      | Mads Juel Møller         | Isharani Baruah           | Rory Easton Alex Green                   | Ashwini Bhat Shikha Gautam                | Rory Easton Lizzie Tolman             |
| 2025      | abgesagt                 | abgesagt                  | abgesagt                                 | abgesagt                                  | abgesagt                              |